# Nationaal park Kotychi-Strofylia
Het Nationaal park Kotychi-Strofylia (Grieks: Εθνικό Πάρκο υγροτόπων Κοτυχίου Στροφυλιάς, Ethnikó Párko ugrotópon Kotuchíou Stropfiliás) is een nationaal park in Griekenland aan de noordwestkust van de Peloponnesos. Het park is 22 vierkante kilometer groot en werd gesticht in 2009. Het park omvat naast de lagunes van Araxos, Prokopos en Kotychi ook duinen, wetlands, moerassen, kalksteenheuvels en het Strofylias-bos. 
De Kotychi-lagune is met 750 hectare de grootste lagune van de Peloponnesos en is tussen 0,4 en 1 meter diep. Het Strofylias-bos bestaat uit Aleppoden en parasolden en ligt op een smalle landtong tussen de Prokopos-lagune en de Ionische Zee. In het noorden van het park liggen de 'Zwarte Bergen', kalksteenheuvels tot 240 meter hoog. De golvende duinengordel is 200 hectare groot; de duinen zelf zijn 500 meter breed en tot 10 meter hoog. In het duingebied van het park bloeien zeenarcis en helmgras. Op het strand legt de Onechte karetschildpad haar eieren.
In het park leven schildpad, vos, egel, goudjakhals, ijsvogel. Het nationaal park ligt op een trekvogelroute; in het park verblijven reiger, ibis, zwaluw, tortelduif, stern.

## Afbeeldingen

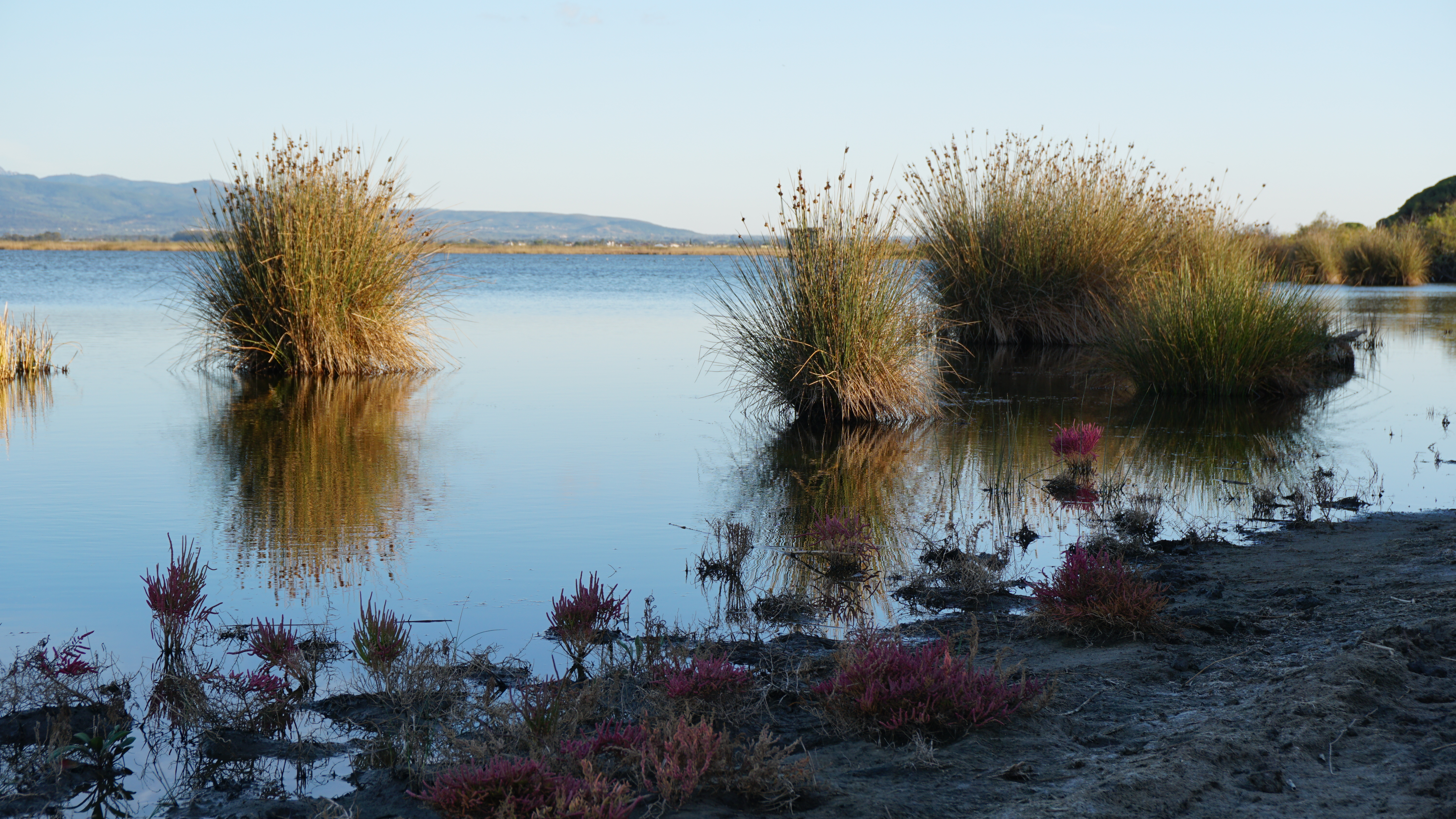
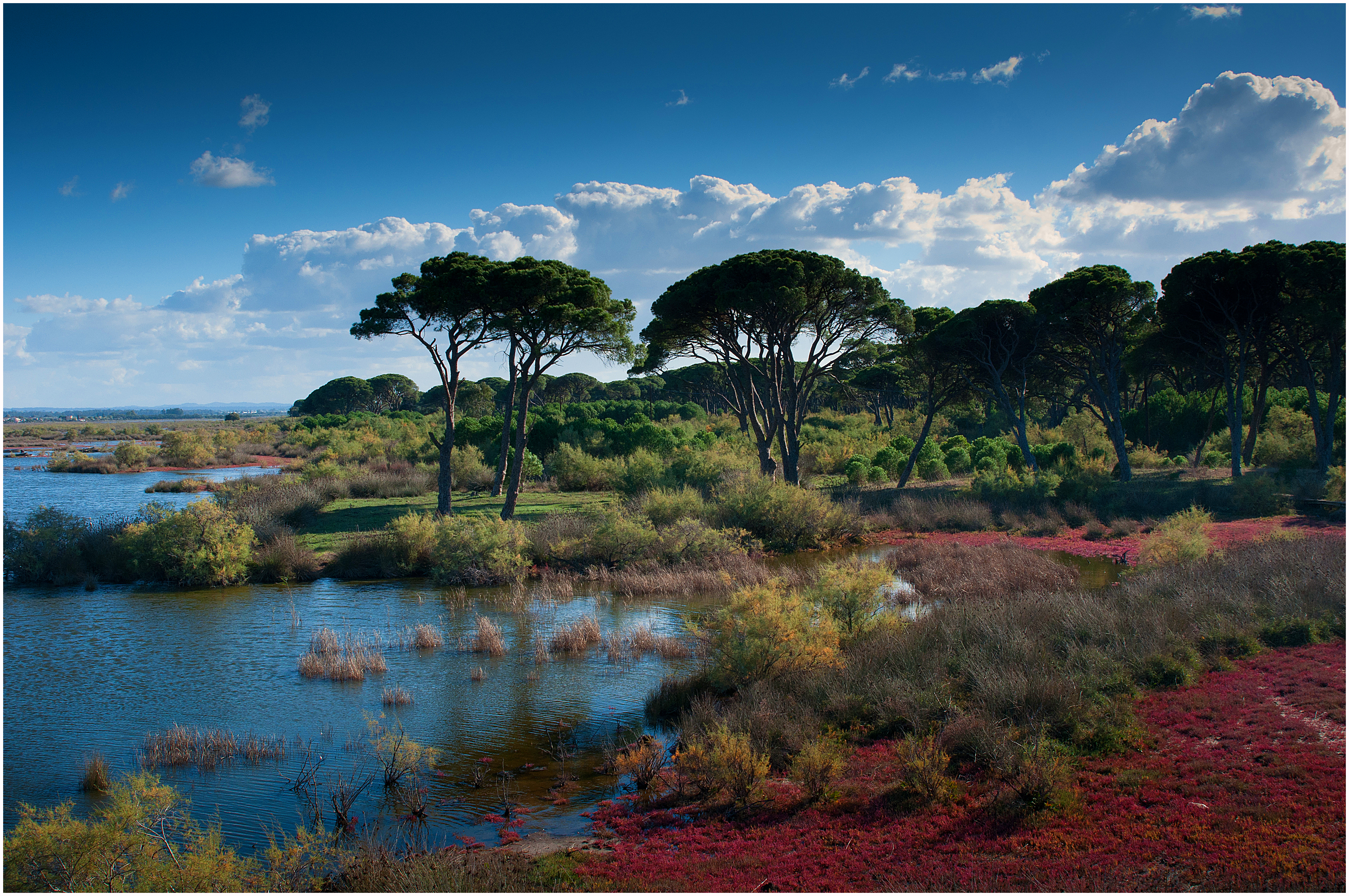
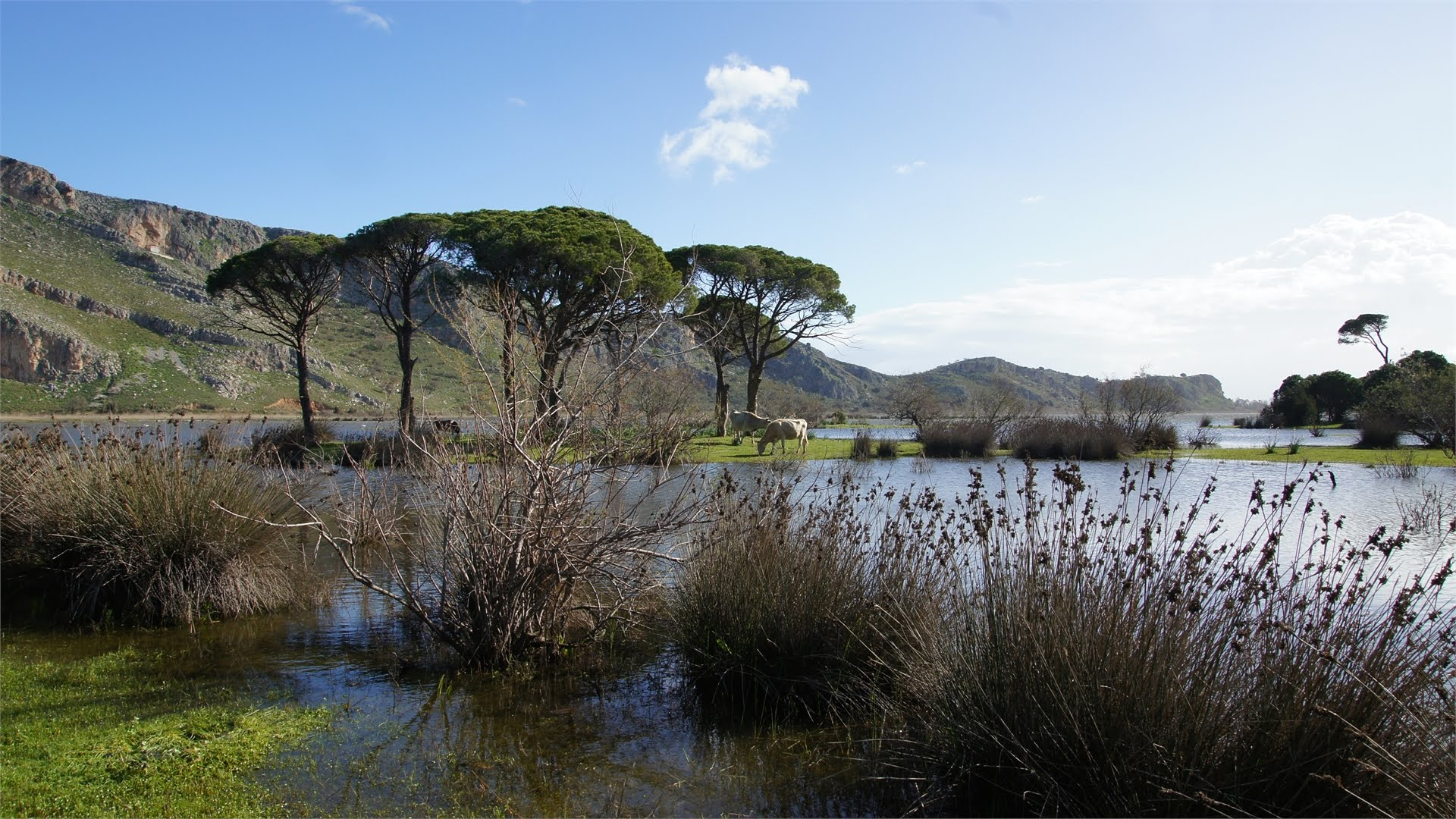
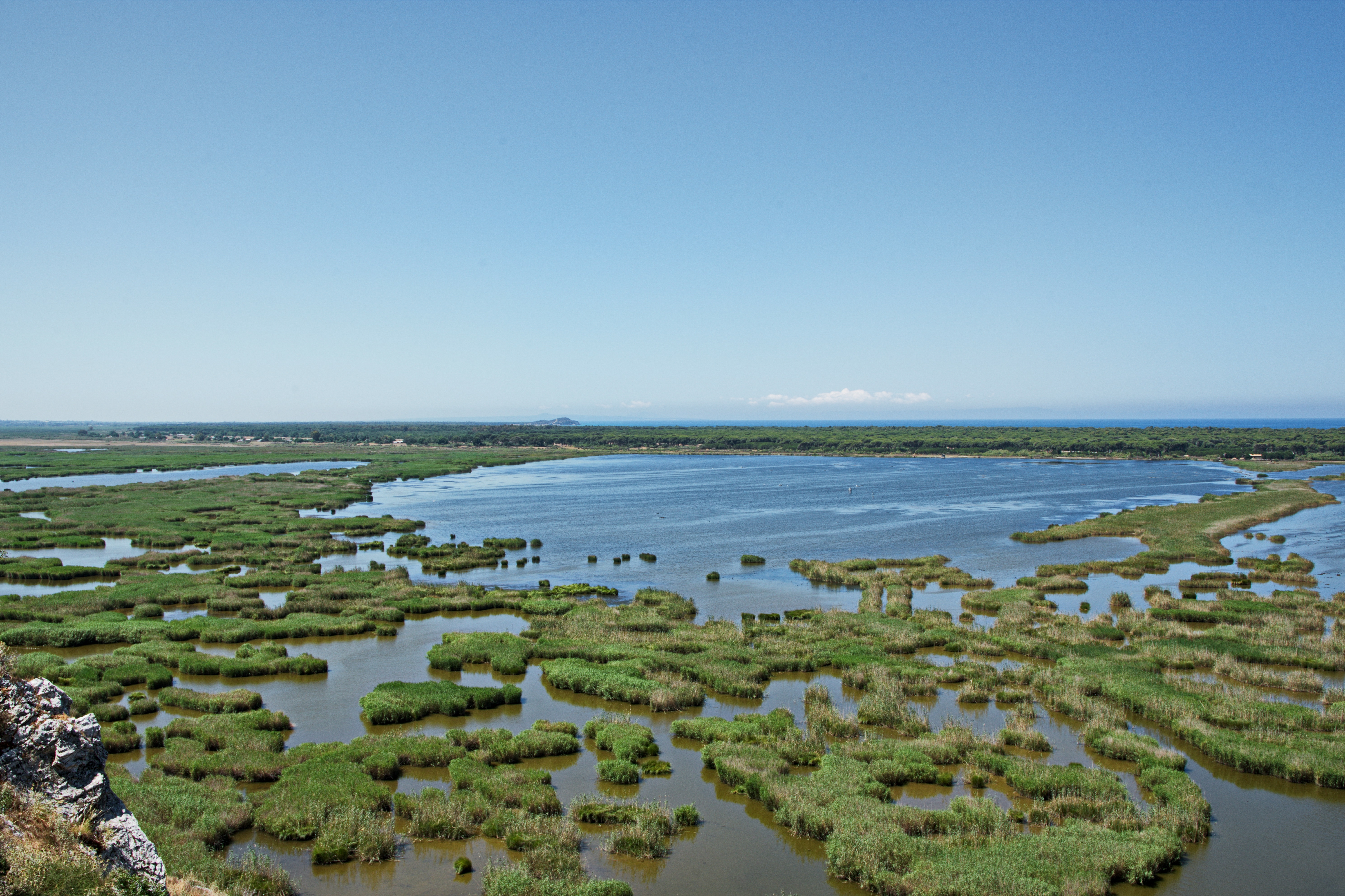
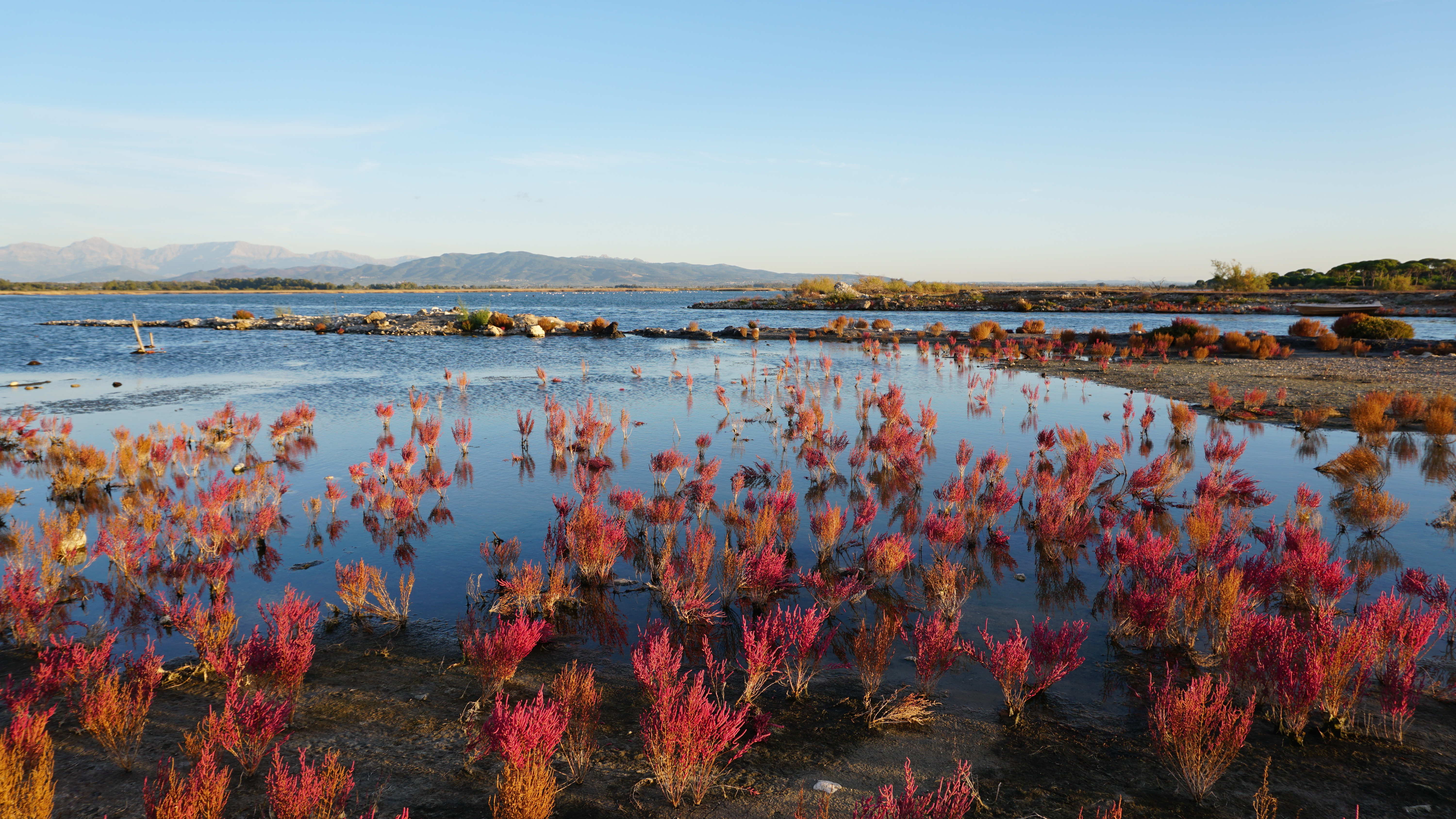